# Emerald Lakes
Die Emerald Lakes (englisch für „Smaragdseen“, Maori Ngā rotopounamu) sind drei kleine Kraterseen auf 1.700 m Höhe am Mount Tongariro im zum Weltnaturerbe der UNESCO gehörenden Tongariro-Nationalpark in der Region Manawatū-Whanganui auf der Nordinsel Neuseelands. Ihren Namen verdanken die südlich des Zentralkraters gelegenen Seen der leuchtend smaragdgrünen Farbe, die durch aus dem Untergrund ausgelaugte Mineralien vulkanischen Ursprungs entsteht. Die Intensität der Färbung ist von den Konzentrationen abhängig und kann neben grünlich auch bläulich sein. Wegen der Mineralien ist das Baden in den Seen nicht erlaubt. Zudem sind die Emerald Lakes, der Blue Lake und die Berggipfel für den lokalen Māori Stamm Ngāti Hikairo ki Tongariro heilig und sollen aus Respekt nicht berührt werden.
Der touristisch bedeutsame Wanderpfad Tongariro Alpine Crossing, der bis zu den Seen auch ein Teilabschnitt des Tongariro Northern Circuit ist, passiert sie beim Abstieg von der Spitze des Red Crater.